# Harun ar-Raszid
Harun ar-Raszid (arab. هارون الرشيد; ur. 17 marca 763 w Reju w Iranie, zm. 24 marca 809 w Tusie, ob. Meszhed) – piąty i najbardziej znany kalif (od 786) z dynastii Abbasydów, ojciec kalifów Al Mamuna, Al-Amina i Al-Mutasima. Jeden z najwybitniejszych władców muzułmańskich, mecenas nauki i sztuki. W Europie zyskał popularność jako bohater Księgi tysiąca i jednej nocy.

## Wybrane wiadomości
Harun ar-Raszid urodził się w Persji i tam spędził swoje dzieciństwo pod opieką bogatej i wpływowej irańskiej rodziny Barmakidów. Po śmierci kalifa Al-Mahdiego, ojca Haruna, następcą został starszy brat Haruna, jako Al-Hadi. Harun ar-Raszid zdetronizował go i kazał zamordować w 786, sam zostając kalifem w Bagdadzie. Wraz z jego dojściem do władzy, wzmocniła się niebywale pozycja rodu Barmakidów. Utrzymanie integralności terytorialnej kalifatu, który osiągnął wówczas największy zasięg terytorialny, wymagało nieprzerwanych działań wojennych i stało się kluczowym elementem polityki zagranicznej Ar-Raszida. Pociągnęło to za sobą kolejne wojny z Cesarstwem Bizantyjskim (zajęcie Anatolii, Cypru, zmuszenie cesarza bizantyjskiego do zapłacenia wysokiego trybutu) oraz tłumienie nieprzerwanych buntów w rozległej monarchii: w Syrii, Jemenie i Egipcie. Panowanie Haruna ar-Raszida zbiegło się z okresem rządów w Europie Karola Wielkiego. Stałe stosunki dyplomatyczne z Frankami, oraz hojne dary którymi obdarzał Karola Wielkiego (m.in. przekazał mu w prezencie słonia indyjskiego o imieniu Abu Abbas), pozwoliły mu na uzyskanie sojusznika w walce z Cesarstwem Bizantyjskim i kalifatem Kordowy (wówczas pod władzą Ummajadów) w Hiszpanii. O rzekomych kontaktach Haruna ar-Raszida z Karolem Wielkim (wraz ze szczegółami, w rodzaju podarunku w postaci słonia „od króla Persji Aarona”, bo Harun to właśnie odpowiednik biblijnego Aarona) wspominają wyłącznie autorzy zachodni, np. Einhard w „Życiu Karola Wielkiego”. Źródła arabskie milczą na ten temat, a w każdym razie są powściągliwe. Rządy sprawował początkowo przy pomocy Barmakidów, którzy pełnili eksponowane stanowiska w administracji państwa od panowania kalifa Al-Mansura (754-775). W 803 roku doszło do upadku Barmakidów, najprawdopodobniej z obawy przed ich zbyt rosnącymi wpływami. Trzeba pamiętać, że byli w odróżnieniu od kalifa szyitami. Zaczęło się od zgładzenia wezyra Dżafara, najbliższego towarzysza kalifa. Jako przyczynę podano, iż rzekomo miał romans z siostrą kalifa, Al-Abbasą, która na domiar wszystkiego urodziła w sekrecie ich wspólnego syna. Dziecko zostało ukryte w Mekce w czasie hadżdżu, ale Ar-Raszid i tak się o wszystkim dowiedział. Po Dżafarze zgładzeni zostali wszyscy pozostali członkowie rodu, a ich bajeczna fortuna skonfiskowana.
W polityce wewnętrznej stał się znany jako mecenas twórców. Rozkwit kalifatu związany był przede wszystkim w architekturze z budową obiektów sakralnych (głównie nowych meczetów) oraz rozwojem klasycznej literatury arabskiej. Panowanie Haruna ar-Raszida było szczytem epoki Abbasydów, przed śmiercią podzielił swoje państwo pomiędzy synów: Al-Amina i Al-Mamuna. Zapoczątkowało to okres powolnego upadku kalifatu w następnym stuleciu.
Był ostatnim kalifem, który brał osobisty udział w hadżdżu, pielgrzymce do Mekki i Medyny.
Idealizowany (np. przez historyka Ibn Kasira) jako najzdolniejszy z władców abbasydzkich, u szczytu świetności kulturalnej i politycznej kalifatu. Na Zachodzie najlepiej znany jako bohater cyklu Księga tysiąca i jednej nocy, utworu legendarno-baśniowego, który można porównać z polskimi legendami o królu Kazimierzu Wielkim, jako „królu chłopskim”.

## Kalendarium życia Ar-Raszida
- 763

17 marca urodził się Harun, syn kalifa al-Mahdiego i Jemenki (czyli „południowej Arabki” według pojęć samych Arabów) Al-Chajzuran.
- 782

Harun na czele jednej z wypraw wojennych przeciw Bizantyjczykom dociera aż do Bosforu i osiąga traktat pokojowy na bardzo korzystnych warunkach; w uznaniu zasług otrzymuje zaszczytny tytuł Ar-Raszid (który zostanie jego tytułem koronacyjnym), zostaje mianowany drugim po Al-Aminie następcą tronu oraz namiestnikiem Ifrikijji (ob. Tunezja), Egiptu, Armenii i Azerbejdżanu.
- 786

14 września starszy brat Haruna, kalif Al-Hadi, umiera w tajemniczych okolicznościach – powstaje plotka, że odpowiedzialna za jego śmierć jest jego matka, Al-Chajzuran. Harun zostaje nowym kalifem a Jahja Barmaki zostaje jego wielkim wezyrem. Znaczny wpływ na politykę nowego kalifa wywiera jego matka.
- 789

Al-Chajzuran umiera zostawiając Haruna w zasadzie jako jedynowładcę.
- 791

Harun prowadzi wojnę przeciw Bizancjum.
- 795

W celu zapobieżenia rebeliom szyickim, Harun aresztuje imama szyickiego, Musę al-Kazima.
- 796

Harun przenosi siedzibę kalifacką oraz rządu z Bagdadu do Ar-Rakka nad Eufratem.
- 799

Harun zleca Sindiemu Ibn Szahikowi otrucie siódmego imama szyickiego, Musy al-Kazima, przebywającego od 4 lat w więzieniu.
- 800

Harun mianuje Ibrahima Ibn al-Aghlaba namiestnikiem Ifrikijji, w praktyce pół autonomicznym władcą w zamian za coroczną daninę. Od niego bierze początek dynastia Aghlabidów.
- 802

Harun przekazuje w darze Karolowi Wielkiemu dwa białe słonie.
- 803

Upadek Barmakidów – Harun zdobywa jeszcze więcej władzy w państwie.
- 805

Harun zwycięża cesarza bizantyjskiego Nicefora I Genika w bitwie pod Krasos
- 807

Wojska Haruna okupują Cypr.
- 809

Harun prowadzi działania wojenne na Cyprze, zwycięża w pierwszej bitwie w północnej części wyspy. Umiera 24 marca w okolicy Tus (ob. Meszhed).

## Harun ar-Raszid w sztuce
Harun ar-Raszid występuje w niektórych opowieściach z Księgi tysiąca i jednej nocy. Jest także bohaterem powieści Al-Abbasa ucht Ar-Raszid (Al-Abbasa siostra Ar-Raszida) autorstwa pisarza arabskiego pochodzącego z Libanu, Dżurdżi Zajdana (1861-1914), który tworzył w Egipcie w okresie odrodzenia arabskiego (arab. an-nahda).
W latach trzydziestych Janusz Makarczyk napisał sztukę teatralną Harun al Raszyd, która była wystawiona w 1932 i 1935 w Sofii, Burgas, Warnie i w Berlinie. Witold Lutosławski napisał do niej muzykę, która miała swoje prawykonanie w Warszawie w 1933.